# Comune urbano di Palanga
Il comune urbano di Palanga è uno dei 60 comuni della Lituania, situato sulla costa, consistente delle piccole città di Būtingė, Nemirseta, Palanga e Šventoji, e altri villaggi. Fa parte della regione della Samogizia.